# Bathypilumnus
Bathypilumnus is een geslacht van kreeftachtigen uit de klasse van de Malacostraca (hogere kreeftachtigen).

## Soorten
- Bathypilumnus nigrispinifer (Griffin, 1970)
- Bathypilumnus pugilator (A. Milne-Edwards, 1873)
- Bathypilumnus sinensis (Gordon, 1930)